# Kuna amerykańska

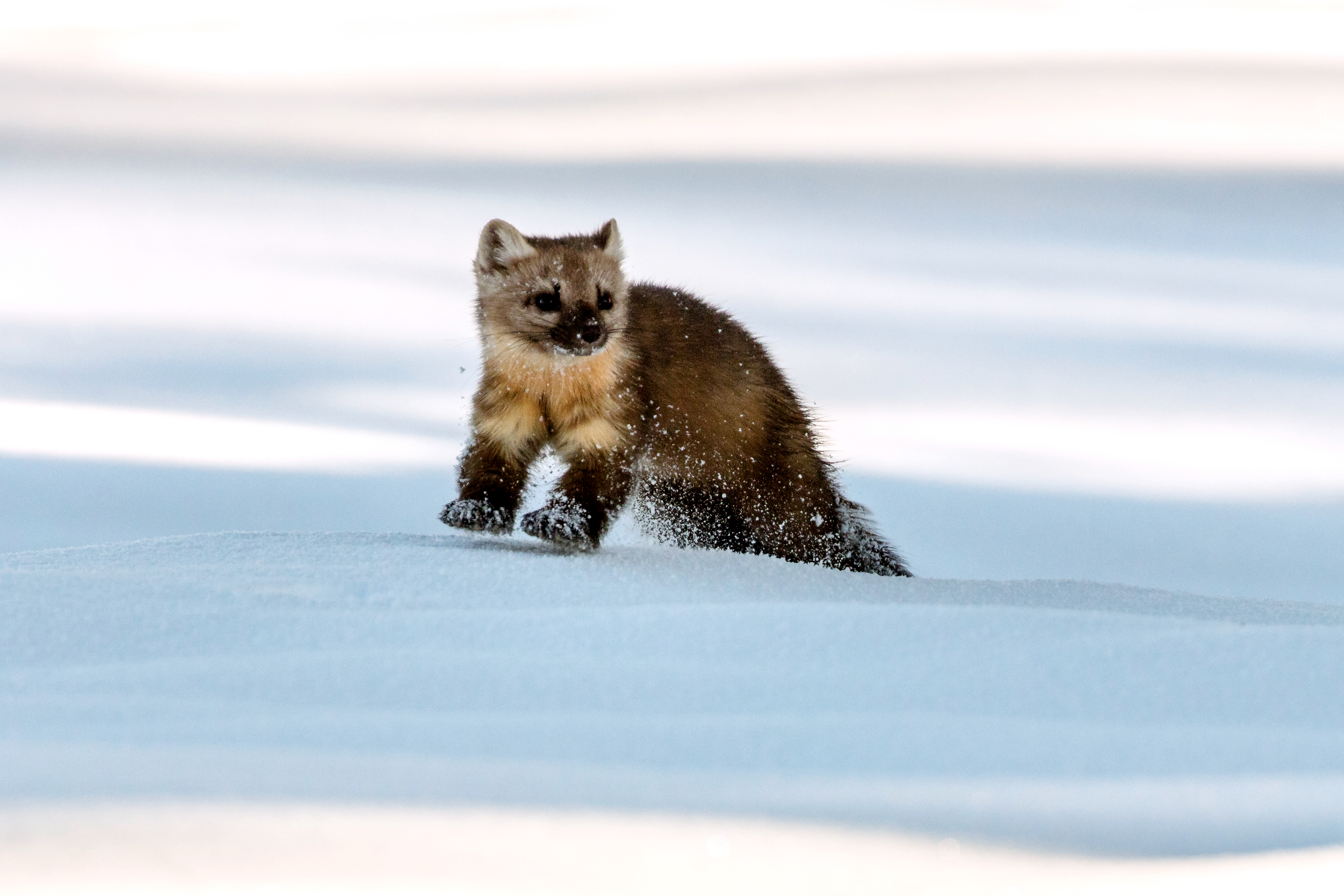
Kuna amerykańska

Kuna amerykańska, kuna świerkowa (Martes americana) – północnoamerykański gatunek drapieżnego ssaka z rodziny łasicowatych. Jest bardzo podobna do kuny leśnej - różni się jedynie większymi stopami oraz jasnym pyszczkiem. Od kuny rybożernej, która również występuje w jej środowisku można ją odróżnić po wielkości (jest mniejsza) oraz kolorze futra (kuna świerkowa jest jaśniejsza, ma żółtawą plamę na podgardlu oraz wyżej wymieniony jasny pyszczek). 
Biotop i zagrożenia
Kuny amerykańskie występują głównie w starych lasach iglastych i mieszanych w Kanadzie, na Alasce oraz w Północnej Nowej Anglii. Polowania oraz niszczenie lasów zredukowało liczbę jej osobników, ale nadal jest bardziej liczna niż kuna wodna. Nowofundlandzki podgatunek tej kuny, Martes americana atrata, jest zagrożony.
Wygląd
Podobna do innych kun - posiada długie, smukłe ciało pokryte błyszczącym, brązowawym futrem. Gardło jest żółtawe, pysk jaśniejszy. Ogon długi i puszysty. Podobnie do kotów, ma pół-wciągalne pazury, które ułatwiają wspinaczkę po drzewach. Mają również stosunkowo duże stopy, przydatne w bardziej ośnieżonych rejonach. 
Pożywienie
Jest to zwierzę wszystkożerne, preferuje jednak małe ssaki, szczególnie sosnowiórkę czerwoną (Tamiasciurus hudsonicus). Chętnie zjada również ryby, żaby, owady, padlinę oraz owoce i warzywa, kiedy są dostępne.
Tryb życia
Kuna ta jest najbardziej aktywna wczesnym rankiem, późnym popołudniem i nocą. Poza sezonem godowym prowadzi samotniczy tryb życia. Samce chronią swojego terytorium o wielkości około 8 kilometrów kwadratowych, które pokrywają się z terytoriami samic, o wielkości około 2,5 kilometrów kwadratowych. Występuje duża agresja pomiędzy osobnikami tej samej płci. 
Rozmnażanie
Krycie odbywa się latem, ale występuje ciąża przedłużona i młode w liczbie jednego do pięciu rodzą się następnej wiosny, najczęściej w dziupli drzewa lub jamie skalnej.

## Podgatunki
Wyróżnia się kilkanaście podgatunków kuny amerykańskiej:
- M. americana abieticola
- M. americana abietinoides
- M. americana actuosa
- M. americana americana
- M. americana atrata – kuna ciemna
- M. americana caurina – kuna zachodnia
- M. americana humboldtensis
- M. americana kenaiensis
- M. americana nesophila
- M. americana origensis
- M. americana sierrae
- M. americana vancourverensis
- M. americana vulpina